# Râul Badu
Râul Badu este un curs de apă, afluent al râului Prut. 

## Hărți
- Harta județului Botoșani